# Seishiro Shimatani
Seishiro Shimatani (Kyoto, Japó, 6 de novembre de 1938 - 24 d'octubre de 2001) fou un futbolista japonès.

## Selecció japonesa
Seishiro Shimatani va disputar 1 partits amb la selecció japonesa.